# Siergiej Szachraj (polityk)
Siergiej Michajłowicz Szachraj (ros. Сергей Михайлович Шахрай; ur. 1956 w Symferopolu) – rosyjski polityk.
Absolwent wydziału prawa Uniwersytetu Rostowskiego. Od 1991 do 1992 państwowy doradca RFSRR ds. polityki prawnej. Od 1991 do 1994 wiceprzewodniczący Państwowego Komitetu Federacji Rosyjskiej ds. Federacji i Narodowości. Od listopada 1992 członek Rady Bezpieczeństwa. Od stycznia 1994 minister ds. narodowości i polityki regionalnej Rosji. Deputowany do Dumy Państwowej i przewodniczący parlamentarnej frakcji „Partii Rossijskogo Jedinstwa i Sogłasija”.